# Lou Berney
Lou Berney (Oklahoma City, 1964) è uno scrittore e sceneggiatore statunitense di romanzi noir.

## Biografia
Nato a Oklahoma City nel 1964, ha studiato alla Loyola University New Orleans e alla University of Massachusetts Amherst.
Dopo aver lavorato come cuoco, allenatore e paperboy, ha esordito nel 1991 con la raccolta di racconti Road to Bobby Joe and Other Stories firmandosi Louis Berney.
Autore di cinque romanzi, ha ottenuto il successo quindici anni dopo con il thriller The Long and Faraway Gone, vincitore di ben quattro riconoscimenti tra cui un Premio Macavity per il miglior romanzo.
Attivo anche in ambito cinematografico, ha scritto sceneggiature per il cinema e episodi pilota per la televisione, lavorando alla Warner Brothers, Paramount, Focus Features, ABC e Fox.
Insegnante presso l'Oklahoma City University, suoi racconti sono apparsi su quotidiani e riviste come New Yorker, Ploughshares e New England Review.

## Opere principali

### Serie Charles “Shake” Bouchon
- Gutshot Straight (2009)
- Whiplash River (2012)

### Altri romanzi
- The Long and Faraway Gone (2015)
- Double Barrel Bluff (2017)
- November Road (2018), Milano, HarperCollins, 2019 traduzione di Nicolò Marcionni ISBN 9788869054518.

### Racconti
- Road to Bobby Joe and Other Stories (1991)

## Filmografia
- Angels sing - Un Natale tutto nuovo (Angels Sing), regia di Tim McCanlies (2013) (sceneggiatura)

## Premi e riconoscimenti
- Premio Barry per il miglior libro tascabile: 2016 per The Long and Faraway Gone
- Premio Macavity per il miglior romanzo: 2016 per The Long and Faraway Gone
- Anthony Award per il miglior tascabile: 2016 per The Long and Faraway Gone
- Edgar Award per il miglior tascabile: 2016 per The Long and Faraway Gone
- Hammett Prize: 2019 per November Road
- Premio Barry per il miglior romanzo: 2019 per November Road
- Premio Macavity per il miglior romanzo: 2019 per November Road
- Anthony Award per il miglior romanzo: 2019 per November Road
- Left Coast Crime Award per il miglior romanzo: 2019 per November Road
- CWA Ian Fleming Steel Dagger: 2020 per November Road